# Juan Ciscar
Juan Ciscar, Çiscar o Joan Siscar (¿Reino de Valencia?, ¿?-Valladolid, 23 de noviembre de 1615) fue un compositor y maestro de capilla español.

## Vida
Es muy poco lo que se conoce del maestro Ciscar. Parece que era de origen valenciano, por lo que probablemente se formase musicalmente allí.
Las primeras noticias que se tienen son de su estancia como maestro de capilla en la Catedral de Teruel. Parece que en 1593 ya ocupaba el cargo, información que se conoce porque ese año participó en las oposiciones al magisterio de la Catedral de Zaragoza. Se presentaron, además de Ciscar, Francisco de Silos, de la Catedral de Tarazona, y el maestro de capilla de la catedral de Pamplona, del que no se conserva el nombre y que no llegó a participar en las oposiciones por problemas de tiempo. Las oposiciones comenzaron a puerta cerrada con un examen ante los canónigos y maestros de capilla de la catedral de Huesca, Martín de Tiebas, y del Hospital de Nuestra Señora de Gracia, Martín Torrellas. El hecho de que el examen se hiciese en privado «a fin que no entrase la chusma» indica el gran interés del público por un nuevo maestro de capilla y por la música en general. Siguieron exámenes de composición de villancicos polifónicos, de canto llano, de «echar contrapunto» y de dirección de la capilla, «dejándose caer los cantores de industria y levantándolos el que regía». El tribunal estuvo compuesto por Cristóbal Cortés, maestro del Pilar, fray Blay, franciscano del convento de Jesús, y fray Juan Sánchez, franciscano del convento de San Francisco. El hecho de que se presentaran tan pocos candidatos generó desconfianza sobre la calidad de los músicos en el Cabildo catedralicio. Sin embargo, el tribunal, «con mucha conformidad, sin discrepancia alguna», dio a Silos por ganador de las oposiciones.
En la documentación que se conserva en Teruel es mencionado por primera vez en dos textos de 1598:

Por herederos de Maestre Ciscar de Singra, para a la viuda Dº[omingo] Pastor de Torre la cárcel lo mismo.
Actas capitulares de la Catedral de Teruel, 3 de enero de 1598

Albaranes por los que Juan Siscar reconoce haber recibido de don Juan Simón, canónigo fabriquero cierta cantidad en metálico y trigo por tener en su casa a dos infantillos de la catedral durante un año.
Actas capitulares de la Catedral de Teruel, 3 de enero de 1598

En 1600 la capilla musical dirigida por Ciscar consistía en el maestro y tres personas: Hierónimo Estevan, Bartolomé Pascual y Pablo García (bajón), además de los infantes del coro. El bajón al parecer aparece en la Catedral de Teruel en 1592, cuando se encarga a Pedro Tellet (platero) construir un bajón, el primer indicio del cambio de estilo.
El 16 de julio de 1601 Ciscar se trasladó a la Catedral de Valladolid para ejercer el magisterio. El 9 de septiembre de 1601 se presentó a las oposiciones para el magisterio de la Catedral de Sigüenza, siendo mencionado ya como maestro vallisoletano. No tuvo éxito y el cargo fue entregado a Pedro Fernández Buch, que lo ejerció hasta 1605.
En 1604 año Alonso Lobo dejaba el magisterio de la Catedral para ocupar el mismo cargo en la Catedral de Sevilla, por lo que entre el 28 y 29 de julio de se examinó a Siscar y otros cuatro candidatos en Toledo —fueron Alonso de Tejeda, Diego de Bruceña, Francisco Bustamante y Lucas Tercero— y el 31 se convocó a los cantores para que diesen su opinión. Ganó Tejeda y, tras la aprobación su expediente de limpieza de sangre el 12 de noviembre, se le otorgó la plaza.
Volvió a intentarlo en Sigüenza en 1607, cuando finalmente se realizaron las oposiciones para seleccionar el sucesor de Esteban Guerra Álvarez. Se presentarían, además de Ciscar, Bernardo de Peralta, maestro de la Colegiata de Alfaro; Juan de Ávila, maestro de la Colegiata de Berlanga; Juan Berge, de la Catedral de Albarracín. El tribunal se decidió por Juan de Ávila, que apenas permaneció en el cargo, ya que el 15 de abril se trasladó a la Catedral de Palencia. El cabildo tuvo que realizar unas nuevas oposiciones, a las que volvería a presentarse Ciscar, junto con Diego López, clérigo de Murcia; Bernardo de Peralta, que seguía en Alfaro; Juan Ruiz de Robledo, de la Colegiata de Toro; y Pedro Fernández Buch, ahora maestro de capilla de la Catedral de Santo Domingo de la Calzada. En esta ocasión, el cargo sería para Fernández Buch.
El cargo en Valladolid era muy importante, ya que en ese momento se encontraba allí la Corte de Felipe III, con sus dos capillas de música. El hecho también da una idea de la calidad de las composiciones y el aprecio que se tenía por el maestro. Ciscar permanecería en el cargo en Valladolid hasta su fallecimiento en la ciudad, el 23 de noviembre de 1615.

Juan de Iscar clérigo maestro de capilla [al margen]
En veinte y tres días del mes de nbre de mylle ysseiscientos
y quince años falleció Jua de Iscar clerigo maestro de capilla dela ygla a quien administre los sanctos
sacramentos. + 20 noviembre de 1615 en Valladolid.

## Obra
No se han conservado composiciones de Ciscar en la Catedral de Teruel.